# Calathea bachemiana
Calathea bachemiana är en strimbladsväxtart som beskrevs av Charles Jacques Édouard Morren. Calathea bachemiana ingår i släktet Calathea och familjen strimbladsväxter. Inga underarter finns listade.

## Bildgalleri

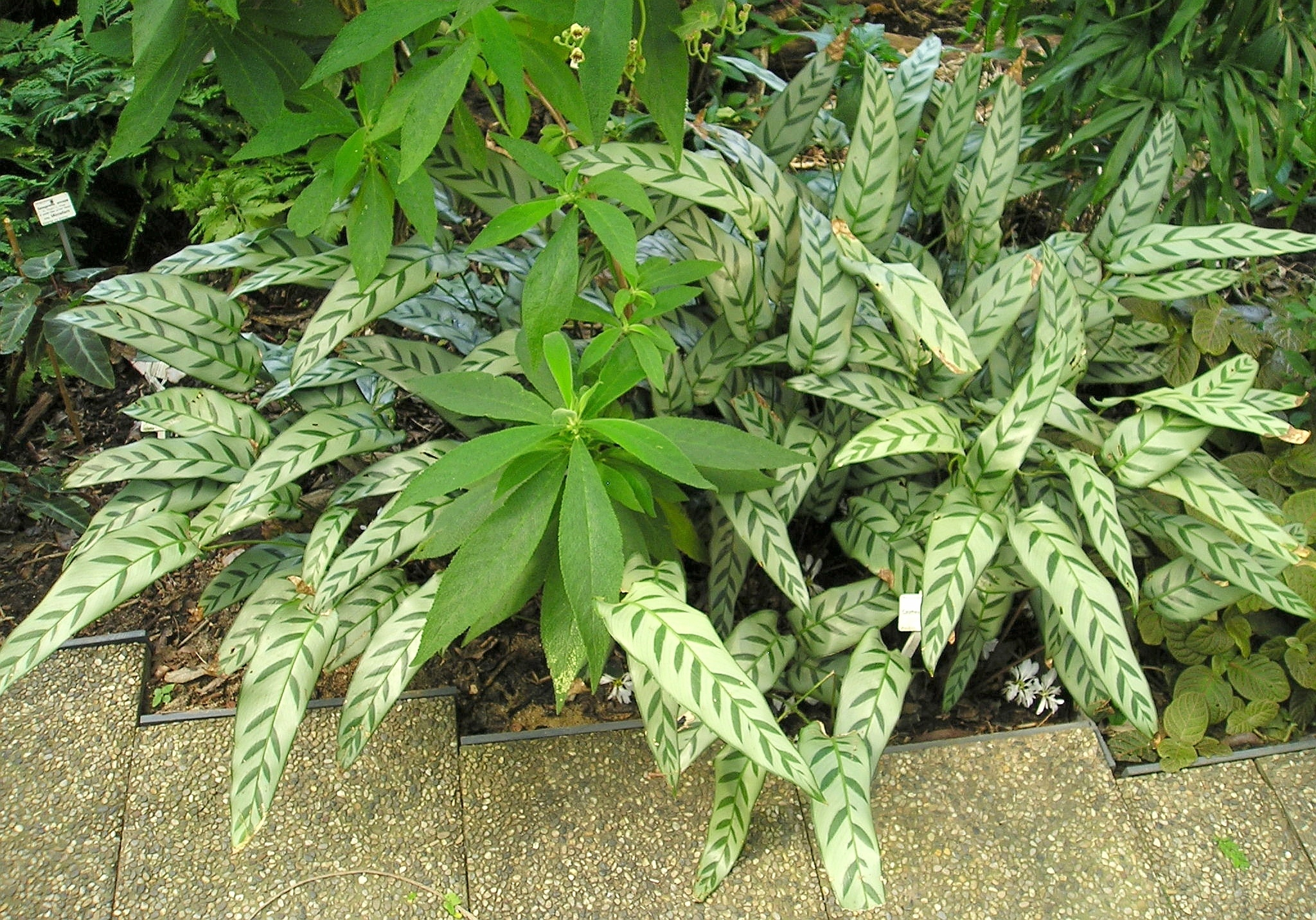
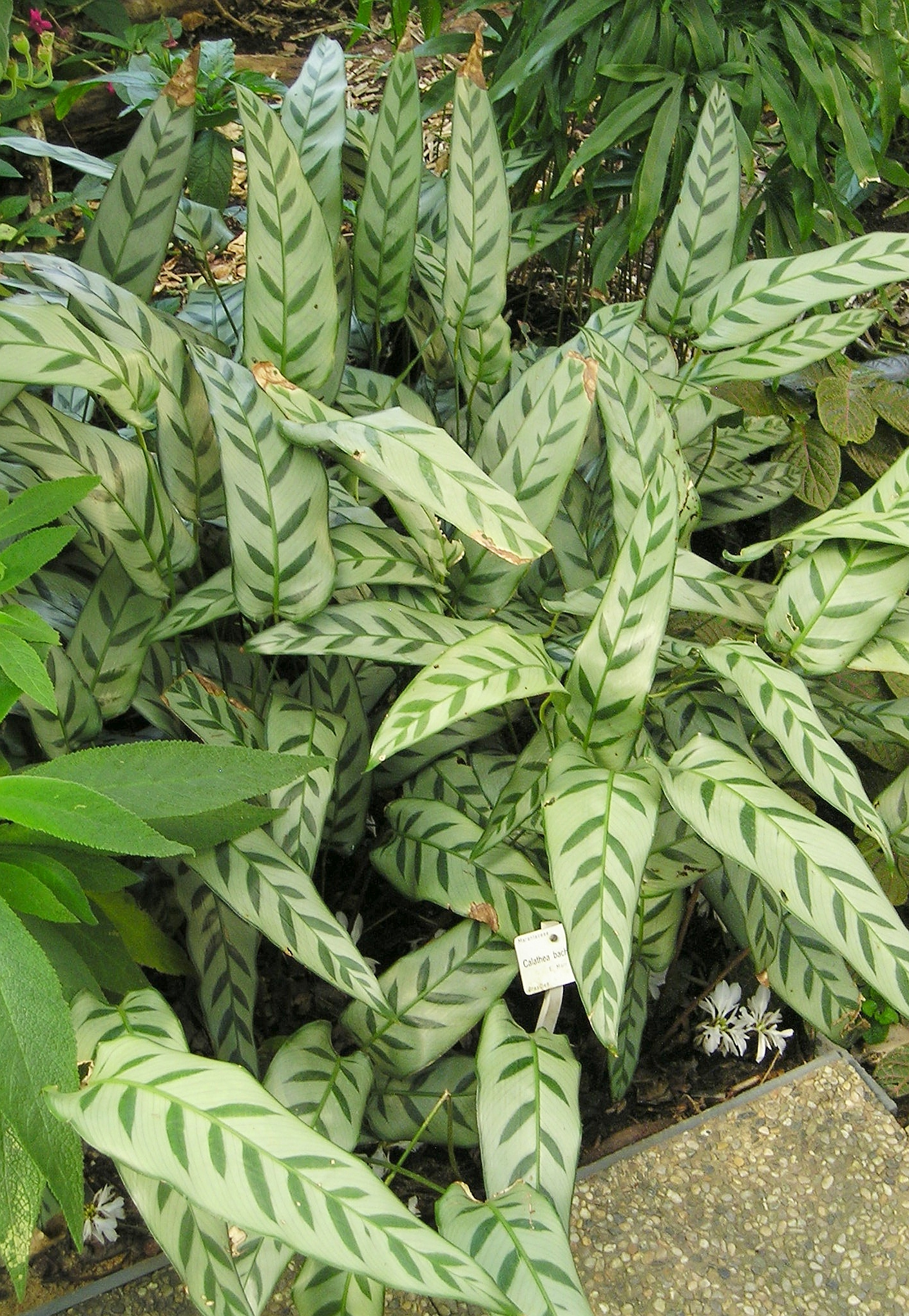